# ثرثارة أفغانية
ثرثارة أفغانية (الاسم العلمي: Argya huttoni)، نوع من فصيلة البهدليات. توجد من جنوب شرق العراق إلى جنوب غرب باكستان. كان يُعتبر سابقًا نويعًا من الثرثارة الشائعة.